# Cyananthus macrocalyx
Cyananthus macrocalyx är en klockväxtart som beskrevs av Adrien René Franchet. Cyananthus macrocalyx ingår i släktet Cyananthus, och familjen klockväxter.

## Underarter
Arten delas in i följande underarter:
- C. m. macrocalyx
- C. m. spathulifolius